# Melitaea gracilens
Melitaea gracilens är en fjärilsart som beskrevs av Pionneau 1932. Melitaea gracilens ingår i släktet Melitaea och familjen praktfjärilar. Inga underarter finns listade i Catalogue of Life.